# Brus
Brus (în sârbă Брус, pronunțat [brûːs]) este un oraș și o comună din districtul Rasina din sudul Serbiei. Conform recensământului din 2011, comuna Brus a avut o populație de 16.317 locuitori, iar la recensământul din 2022, populația orașului a fost de 4.183 de locuitori și populația totală a comunei a fost de 15.226 de locuitori. Brus se află la 429 de metri deasupra nivelului mării, chiar sub stațiunea de schi Kopaonik. Orașul este înconjurat de dealuri pe trei nivele, cel mai jos dintre acestea este locul unde râul Grasevka curge în râul Rasina. La nivelul superior al orașului se află un izvor termal cu apă minerală medicinală (Bruska banja).

## Geografie
Brus este situat pe versanții estici ai muntelui Kopaonik, între Rasina și râul Graševačka, la 429 metri deasupra nivelului mării. În comună se află și Vârful Pančić care are 2.017 metri deasupra nivelului mării.
Brus este situat la intersecția drumurilor către Kopaonik, Kruševac, Aleksandrovac, Jošanička și Vrnjačka Banja. Se află la 250 km de Belgrad.

## Istorie și cultură
Brus are numeroase monumente culturale și istorice: mănăstirea Lepenac din secolul al XV-lea, rămășițele mănăstirii Milentija⁠(d) din secolul al XIV-lea, orașul medieval Koznik⁠(d), altarul național Metođe (Метође) din secolul al III-lea, Biserica Schimbarea la Față din Brus construită din 1836.
Din 1929 până în 1941, Brus a făcut parte din Banovina Morava a Regatului Iugoslaviei.
Mânăstirea Lepenac este situată pe malul drept al râului Rasina, în satul cu același nume. Biserica mănăstirii de la începutul secolului al XV-lea, ridicată de un ctitor necunoscut, are hramul Sfântul Ștefan.

## Așezări
Pe lângă orașul Brus, comuna este formată din următoarele sate (cu numărul de locuitori la recensământul din 2002 în paranteză):
| - Batote⁠(d) (469) - Belo Polje⁠(d) (50) - Blaževo⁠(d) (183) - Bogiše⁠(d) (331) - Bozoljin⁠(d) (87) - Boranci⁠(d) (45) - Botunja⁠(d) (373) - Brđani⁠(d) (198) - Brzeće⁠(d) (238) - Budilovina⁠(d) (293) - Velika Grabovnica⁠(d) (651) - Vitoše⁠(d) (37) - Vlajkovci⁠(d) (437) - Gornje Leviće⁠(d) (138) - Gornji Lipovac⁠(d) (90) | - Grad⁠(d) - Gradac⁠(d) - Graševci⁠(d) - Domiševina⁠(d) - Donje Leviće⁠(d) - Donji Lipovac⁠(d) - Drenova⁠(d) - Drtevci⁠(d) - Dupci⁠(d) - Đerekari⁠(d) - Žarevo⁠(d) - Žilinci⁠(d) - Žiljci⁠(d) - Žunje⁠(d) - Zlatari⁠(d) | - Igroš⁠(d) - Iričići⁠(d) - Kneževo⁠(d) - Kobilje⁠(d) - Kovizla⁠(d) - Kovioci⁠(d) - Kočine⁠(d) - Kriva Reka⁠(d) - Lepenac⁠(d) - Livađe⁠(d) - Mala Vrbnica⁠(d) - Mala Grabovnica⁠(d) - Milentija⁠(d) - Osredci⁠(d) - Paljevštica⁠(d) | - Ravni⁠(d) - Ravnište⁠(d) - Radmanovo⁠(d) - Radunje⁠(d) - Razbojna⁠(d) - Ribari⁠(d) - Stanuloviće⁠(d) - Strojinci⁠(d) - Sudimlja⁠(d) - Tršanovci⁠(d) - Čokotar⁠(d) - Šošiće⁠(d) |

## Demografie
Conform rezultatelor recensământului din 2011, comuna Brus a avut o populație de 16.317 locuitori. Conform recensământului din 2022, populația orașului a fost de 4.183 de locuitori, în timp ce populația comunei a fost de 15.226 de locuitori.

## Economie
Următorul tabel prezintă numărul total de persoane înregistrate angajate de persoane juridice după activitatea lor principală (din 2018): 
| Activitate                                                                       | Total |
| -------------------------------------------------------------------------------- | ----- |
| Agricultură, silvicultură și pescuit                                             | 69    |
| Minerit și cariere                                                               | 2     |
| Producție                                                                        | 1.130 |
| Furnizare de energie                                                             | 25    |
| Furnizare de apă; canalizare, managementul deșeurilor și activități de remediere | 77    |
| Construcții                                                                      | 61    |
| Comerț cu ridicata și cu amănuntul, reparații de autovehicule și motociclete     | 379   |
| Transport si depozitare                                                          | 81    |
| Servicii de cazare și alimentație                                                | 268   |
| Informație și comunicare                                                         | 38    |
| Activități financiare și de asigurare                                            | 28    |
| Activități imobiliare                                                            | -     |
| Activități profesionale, științifice și tehnice                                  | 94    |
| Activități de servicii administrative și suport                                  | 24    |
| Administrație publică și apărare; asigurări sociale obligatorii                  | 232   |
| Educație                                                                         | 274   |
| Activități de sănătate umană și asistență socială                                | 197   |
| Artă, divertisment și recreere                                                   | 40    |
| Alte servicii                                                                    | 65    |
| Muncitori agricoli individuali                                                   | 675   |
| Total                                                                            | 3.761 |

## Orașe înfrățite
Brus este înfrățit cu:
- Berovo, Macedonia de Nord